# Wietze
Wietze é um município da Alemanha localizado no distrito de Celle, estado de Baixa Saxônia.